# Di Hầu Vương
Di Hầu Vương (phồn thể: 猕猴王, giản thể: 猕猴王), là một nhân vật trong Tây Du Ký của Ngô Thừa Ân. Bản thể là khỉ Macaca. Hắn cùng sáu Ma Vương khác kết nghĩa với nhau để tạo thành liên minh Thất Đại Thánh. 
Mặc dù Di Hầu Vương đứng vị trí thứ năm trong liên minh. Nhưng bản lĩnh của Di Hầu Vương thì không hề tầm thường chút nào với lối chiến đấu rất linh hoạt thiên về trí tuệ hơn là sức mạnh. Trong quá trình giao chiến, Di Hầu Vương có thể nắm rõ được điểm yếu, điểm mạnh của đối thủ từ đó đưa ra chiến thuật một cách hợp lý nhằm giành được lợi thế và việc đánh bại được đối thủ sẽ dễ dàng hơn.
Hắn tự nhận mình là Thông Phong Đại Thánh với hàm ý là am hiểu mọi chuyện trong thiên hạ.